# Rae Russel

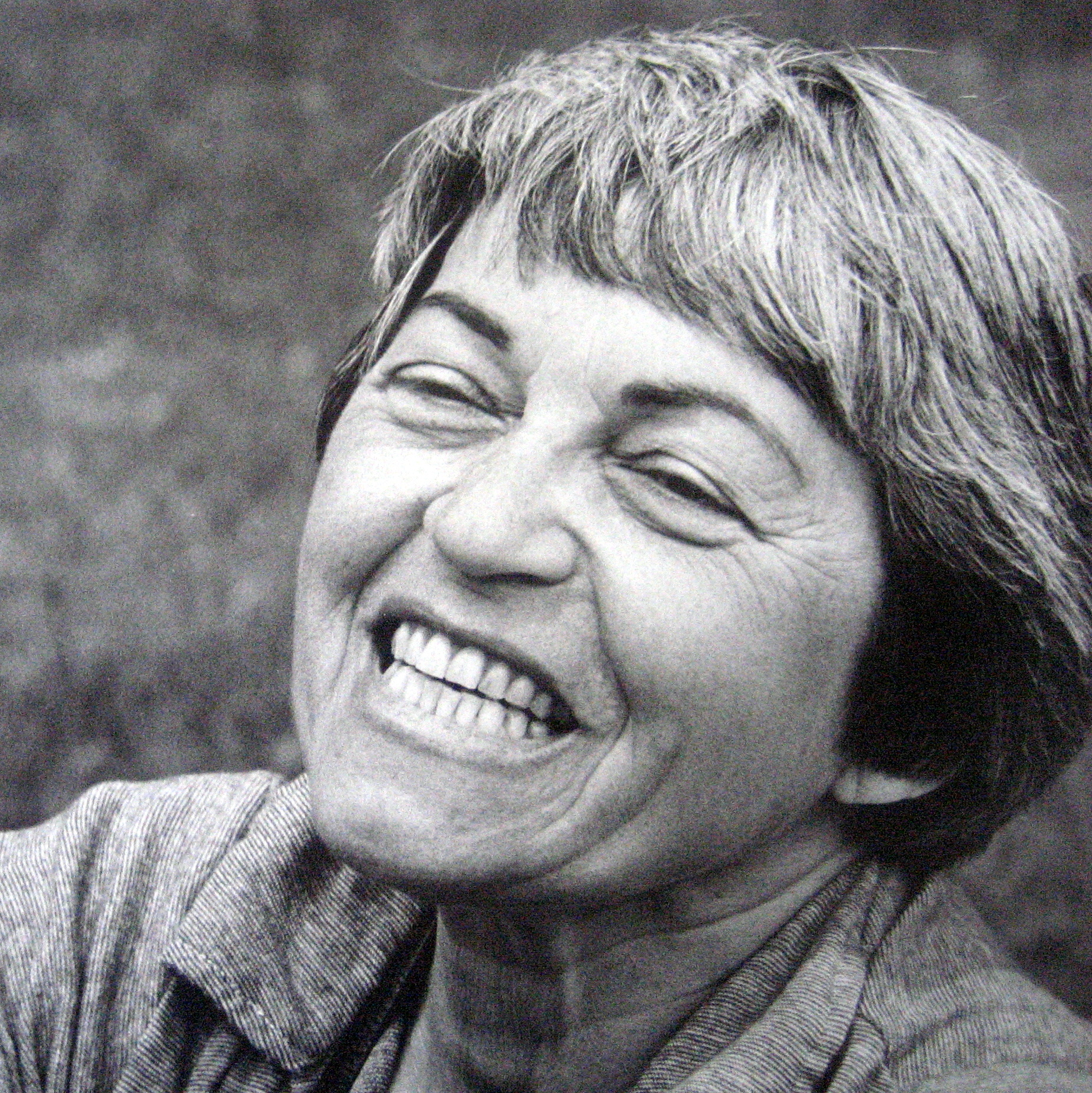
Rae Russel

Rae Russel (* 16. Mai 1925 in Brooklyn, New York City; † 17. Oktober 2008 in Petaluma, Kalifornien) war eine US-amerikanische Fotografin, die sich auf Fotojournalismus und Familienporträts spezialisierte. Sie war Mitglied der New Yorker Photo League. Die Photo League war eine Organisation von Fotografen in New York, die sich der Dokumentation des Lebens in den Arbeitervierteln widmete. Sie wurde 1936 gegründet und bot ihren Mitgliedern Schulungen, Ausstellungsräume und eine Plattform für den Austausch über soziale und kreative Themen. Die Photo League wurde 1951 aufgelöst, nachdem sie während der McCarthy-Ära auf die schwarze Liste des US-Justizministeriums gesetzt worden war. Die Photo League spielte eine wichtige Rolle bei der Entwicklung der sozialdokumentarischen Fotografie in den USA.

## Leben
Rae Russell wurde als Rae Schlussel in Brooklyn geboren.  Auf Anraten ihrer Mutter schlug sie eine Laufbahn in der Fotobranche ein und arbeitete zunächst als Bedienerin einer Photostat-Maschine in einem großen Kataloghaus. Später arbeitete sie als Dunkelkammertechnikerin bei Weiman and Lester und wechselte dann als Fotolaborantin zur Fotoagentur Pix, Inc., wo sie unter anderem die Arbeiten von Alfred Eisenstaedt und Toni Frissell vergrößerte. Während dieser Zeit begann sie, an den Wochenenden Kinderporträts zu fotografieren, um Erfahrungen zu sammeln und ein zusätzliches Einkommen zu erzielen. Ihr Talent wurde schnell erkannt und sie erhielt einen Vertrag als Fotografin bei Pix, Inc., wo sie Aufträge für Zeitschriften wie Collier’s, This Week und Life ausführte. Später entschied sie sich, als freiberufliche Fotojournalistin zu arbeiten. Durch die Teilnahme an Kursen bei Sid Grossman in der Photo League erweiterte sie ihren fotografischen Ansatz und nahm an Ausstellungen wie This Is the Photo League (1948–1949) teil. In den 1950er Jahren dokumentierte sie soziale Wohnprojekte, darunter eine Fotoserie über eine Wohnsiedlung in der Henry Street in New York City, die einfühlsam und realistisch die Lebensbedingungen einer afroamerikanischen Familie in einem Kaltwasser-Mietshaus darstellte. Nach ihrer Heirat 1955 und der Geburt ihrer beiden Söhne verlagerte sie ihren Schwerpunkt auf die Porträtfotografie, insbesondere von Kindern, und unterrichtete Fotografie an verschiedenen Institutionen wie der Katonah Gallery und dem Westchester Art Workshop. Ihre Arbeiten wurden in zahlreichen Ausstellungen gezeigt, darunter viermal in der Katonah Gallery in New York (1965, 1970, 1975, 1983). Sie starb am 17. Oktober 2008 im Alter von 83 Jahren in Petaluma, Kalifornien, an den Folgen einer Operation.

## Werk
Rae Russels fotografisches Werk zeichnet sich durch einen dokumentarischen Stil aus, der den Alltag und soziale Themen einfängt. Ihre Mitgliedschaft in der Photo League prägte ihren Ansatz, den Alltag in New York mit Empathie und Authentizität zu dokumentieren. Besonders hervorzuheben sind ihre Arbeiten über soziale Wohnprojekte, in denen sie die Lebensbedingungen von Randgruppen beleuchtet. Neben ihren dokumentarischen Arbeiten ist sie auch für ihre einfühlsamen Kinderporträts bekannt.